# Unité urbaine de Pontivy
L'unité urbaine de Pontivy est une unité urbaine française centrée sur la ville de Pontivy, dans le département du Morbihan, en région Bretagne.

## Données générales
Dans le zonage réalisé par l'Insee en 1999, l'unité urbaine n'était composée que d'une seule commune.
Dans le zonage réalisé en 2010, l'unité urbaine était composée de deux communes, la commune de Le Sourn ayant été ajoutée au périmètre.
Dans le nouveau zonage réalisé en 2020, elle est composée des deux mêmes communes.
En 2022, avec 16 675 habitants, elle représente la 5e unité urbaine du département du Morbihan et occupe le 24e rang dans la région Bretagne.
En 2020, sa densité de population s'élève à 421 hab/km2. Par sa superficie, elle ne représente que 0,6 % du territoire départemental et, par sa population, elle regroupe 2,25 % de la population du département du Morbihan.

## Composition de l'unité urbaine en 2020
Elle est composée des deux communes suivantes :
| Nom                    | Code Insee | Département | Statut       | Superficie (km2) | Population (dernière pop. légale) | Densité (hab./km2) | Modifier                                    |
| ---------------------- | ---------- | ----------- | ------------ | ---------------- | --------------------------------- | ------------------ | ------------------------------------------- |
| Pontivy (ville-centre) | 56178      | Morbihan    | ville-centre | 24,85            | 14 547 (2022)                     | 585                | modifier les données · modifier les données |
| Le Sourn               | 56246      | Morbihan    | banlieue     | 16,05            | 2 128 (2022)                      | 133                | modifier les données · modifier les données |

## Évolution démographique
| 1968   | 1975   | 1982   | 1990   | 1999   | 2008   | 2013   | 2020   |
| ------ | ------ | ------ | ------ | ------ | ------ | ------ | ------ |
| 12 420 | 13 824 | 14 264 | 14 930 | 15 351 | 15 716 | 15 990 | 17 216 |

#### Données générales
- Unité urbaine
- Aire d'attraction d'une ville
- Aire urbaine (France)
- Liste des unités urbaines de France

#### Données démographiques en rapport avec l'unité urbaine de Pontivy
- Aire d'attraction de Pontivy
- Arrondissement de Pontivy

#### Données démographiques en rapport avec le Morbihan
- Démographie du Morbihan